# Stefano Rusconi
Pour les articles homonymes, voir Rusconi.
Stefano Rusconi, né le 2 octobre 1968 à Bassano del Grappa dans la province de Vicence en Vénétie, est un joueur italien de basket-ball.

## Biographie
Recruté en 1995 par les Suns de Phoenix, il devient le premier joueur italien à évoluer en NBA le 12 novembre face aux Warriors de Golden State, trois jours avant son compatriote Vincenzo Esposito.

## Clubs successifs
- 1985-1990 :  Pallacanestro Varese
- 1990-1995 :  Benetton Trévise
- nov-déc. 1995 :  Suns de Phoenix
- 1996-1999 :  Benetton Trévise
- 1999-2002 :  Olimpia Milan
- 2002-2004 :  Pallacanestro Reggiana
- 2004-déc 2006 :  Pallacanestro Lago Maggiore
- déc 2006-2007 :  Basket Draghi Novara
- 2007-2008 :  Effe2000 Basket Genova
- 2008-2009 :  Tigullio S. Margherita
- 2009 :  Riviera Vado Basket
- 2009-2010 :  CUS Bari Pallacanestro
- 2010 :  Royal Castellanza Legnano

## Palmarès

### Club
compétitions internationales 
- Finale de la Coupe des clubs champions 1993

 compétitions nationales 
- Champion d'Italie 1992
- Vainqueur de la Coupe d'Italie 1993

### Sélection nationale
Championnat d'Europe
- du Championnat d'Europe 1991, Italie
- 9e du Championnat d'Europe 1993, Allemagne

autres
- Médaille d'or des jeux méditerranéens 1993, France